# Josef Lang (Politiker, 1880)
Josef Lang (* 27. Dezember 1880 in Mayen; † 12. Februar 1961 in West-Berlin) war ein deutscher Gewerkschafter und Politiker (SPD).

## Leben
Nach dem Volksschulabschluss wurde Lang Tuchmacher und besuchte von 1896 bis 1898 die Höhere Webeschule. Im Anschluss arbeitete er als Tuchmacher in Aachen. Er trat 1899 in den Deutschen Textilarbeiterverband ein und war von 1902 bis 1909 Vorstandsmitglied bzw. Vorsitzender der Gewerkschaft in Aachen, für die er von Januar 1910 bis Mai 1927 hauptamtlich als Sekretär und Geschäftsführer arbeitete. Von 1910 bis 1923 war er Vorsitzender des Gewerkschaftskartells bzw. des Ortsausschusses des Allgemeinen Deutschen Gewerkschaftsbundes (ADGB) in Langenbielau, von Juni 1927 bis zu seiner Entlassung 1933 Sekretär und Mitglied des Hauptvorstandes des Deutschen Textilarbeiterverbandes in Berlin. Anfang des 20. Jahrhunderts war er auch Vorstandsmitglied des Aachener Arbeiterturnvereins.
Lang trat in die SPD ein und war bis 1909 Vorstandsmitglied der Aachener Sozialdemokraten. Nach seinem Umzug nach Schlesien war er von 1919 bis 1924 Gemeindeverordneter in Oberlangenbielau. Er gehörte von 1919 bis 1921 der Verfassunggebenden Preußischen Landesversammlung an. Im Februar 1921, Dezember 1924 und Mai 1928 wurde er jeweils als Abgeordneter in den Preußischen Landtag gewählt. Er war bis 1932 Mitglied des Landtages und vertrat im Parlament den Wahlkreis 7 (Breslau).